# Vierogen
Vierogen (Anablepidae) vormen een familie van zoet- en brakwatervissen uit de orde van de Tandkarpers (Cyprinodontiformes). Ze worden aangetroffen rond de mondingen van rivieren in het zuiden van Mexico tot Zuid-Amerika. Er zijn drie geslachten met zestien soorten. Vissen uit deze familie eten voornamelijk insecten en andere ongewervelden.

## Eenzijdige voortplanting
Vissen in de onderfamilie Anablepinae zijn ovovivipaar. Merkwaardig genoeg paren ze aan één zijde, "rechtshandige" mannetjes met "linkshandige" vrouwtjes en omgekeerd.
De mannetjes van de meeste soorten hebben een gespecialiseerde anale vin waarbij enkele langgerekte vinstralen samengegroeid zijn tot een buis, het gonopodium. Hij gebruikt deze buis als penis om het sperma bij het vrouwtje in te brengen.

## Taxonomie
Volgens ITIS is de familie als volgt onderverdeeld:
- Onderfamilie Anablepinae Garman, 1895
  - Geslacht Anableps Scopoli, 1777
  - Geslacht Jenynsia Günther, 1866
- Onderfamilie Oxyzygonectinae Parenti, 1981
  - Geslacht Oxyzygonectes Fowler, 1916